# Coppa Latina 2010 (hockey su pista)
La Coppa Latina 2010 è stata la 25ª edizione dell'omonima competizione europea di hockey su pista riservata alle squadre nazionali. Il torneo ha avuto luogo dal 2 al 4 aprile 2010.
La vittoria finale è andata alla nazionale della Spagna che si è aggiudicata il torneo per la decima volta nella sua storia.

## Formula
La Coppa Latina 2010 vede la partecipazione delle nazionali Under-23 della Francia, dell'Italia, del Portogallo e della Spagna. La manifestazione fu organizzata con un girone all'italiana, con gare di sola andata di 3 giornate: erano assegnati tre punti per l'incontro vinto, un punto a testa per l'incontro pareggiato e zero la sconfitta. Al termine del torneo la squadra prima classificata venne proclamata vincitrice della coppa.

## Risultati
| Squadra    | Pt | G | V | N | P | GF | GS | DG |
| ---------- | -- | - | - | - | - | -- | -- | -- |
| Spagna     | 7  | 3 | 2 | 1 | 0 | 16 | 13 | +3 |
| Portogallo | 6  | 3 | 2 | 0 | 1 | 14 | 9  | +5 |
| Italia     | 3  | 3 | 1 | 0 | 2 | 9  | 13 | -4 |
| Francia    | 1  | 3 | 0 | 1 | 2 | 7  | 11 | -4 |

| Coutras 2 aprile 2010 | Portogallo | 5 – 6 | Spagna |  |

| Coutras 2 aprile 2010 | Francia | 1 – 4 | Italia |  |

| Coutras 3 aprile 2010 | Italia | 4 – 6 | Spagna |  |

| Coutras 3 aprile 2010 | Francia | 2 – 3 | Portogallo |  |

| Coutras 4 aprile 2010 | Francia | 4 – 4 | Spagna |  |

| Coutras 4 aprile 2010 | Italia | 1 – 6 | Portogallo |  |